# Dudley Broussard
Dudley Broussard, né le 16 août 1916 et mort le 24 mai 1998, est un musicien louisianais de zydéco. 
Dudley Broussard est un créole louisianais. Il fut d'abord un cueilleur de coton. Plus grand, il se tourna vers la musique traditionnelle cajun.
Dudley Broussard fut un musicien de zarico, mélange de musique cadienne et de musique créole qui a longtemps joué au côté d'un autre musicien louisianais, Clifton Chenier. 
Dudley Broussard est célèbre pour avoir joué de l'accordéon avec une seule main, l'autre étant paralysée. Il donna des cours d'accordéon et de musique zydéco à d'autres musiciens louisianais, notamment Joseph Adam Mouton plus connu sous son nom d'artiste "Zydeco Joe",.